# 金永勳
金永勳（韓語：김영훈，1978年10月2日—），韓國男演員。

## 影視作品

### 電視劇
- 2001年：SBS《華麗的時代》
- 2004年：SBS《2004人間市場》
- 2009年：SBS《原來是美男》
- 2010年：MBC《快樂我的家》
- 2011年：KBS《重案組》
- 2011年：KBS《Drama Special－草莓冰淇淋》飾演 權基正
- 2011年：KBS《Drama Special－那男子在這》
- 2011年：JTBC《發酵家族》飾演 吳海俊
- 2012年：KBS《新娘面具》飾演 朴勤修
- 2012年：MBC《兒子傢伙們》飾演 姜真
- 2013年：SBS《那年冬天風在吹》飾演 李明浩
- 2013年：SBS《醜八怪警報》飾演 李漢緒
- 2014年：MBC《改過遷善》飾演 李佑榮
- 2014年：MBC《命中注定我愛你》飾演 閔律師
- 2014年：KBS《Drama Special－醜陋的愛情》飾演 張永哲
- 2014年：SBS《皮諾丘》飾演 李日株
- 2014年：MBC《Drama Festival－吉他與熱褲》飾演 承弼
- 2015年：SBS《離婚律師戀愛中》飾演 韓大萬（特別演出）
- 2015年：MBC《夏娃的愛情》飾演 文賢秀
- 2016年：SBS《對，就是那樣》飾演 羅賢宇
- 2017年：KBS《Mad Dog》飾演 金範俊
- 2018年：JTBC《愛上變身情人》飾演 崔基浩 (特別演出)
- 2019年：tvN《自白》飾演 朴時強
- 2019年：SBS《醫生耀漢》飾演 韓明武
- 2020年：tvN《花樣年華－生如夏花》飾演 李世勛
- 2022年：SBS《Again My Life》飾演 金振祐
- 2022年：Netflix《再婚上流》飾演 崔成宰
- 2023年：ENA《纸之月》飾演 泰民（特別出演）
- 2023年：ENA《幸福對決》飾演 李泰浩
- 2023年：ENA《等待了很久》飾演 李尚根

### 電影
- 2001年：《殺手公司》
- 2004年：《下流人生》
- 2004年：《那小子真帥》
- 2006年：《格鬥的技術》
- 2009年：《遺憾的城市》
- 2009年：《金錢作戰》
- 2009年：《如何在地球上生活》
- 2009年：《我的愛在我身邊》
- 2011年：《心臟跳動》
- 2011年：《朝鮮名偵探：高山烏頭花的秘密》飾演 牧師
- 2011年：《攤牌》
- 2011年：《豐山犬》
- 2011年：《The Beast》
- 2011年：《完美搭檔》
- 2012年：《Home Sweet Home（朝鲜语：홈 스위트 홈 (2012년 영화)）》飾演 泰秀
- 2013年：《好朋友們（朝鲜语：좋은 친구들 (2013년 영화)）》飾演 劉宇志
- 2015年：《火葬（朝鲜语：화장 (영화)）》飾演 全科長

### MV
- 2004年：KCM《黑白寫真》（與河智苑、地成）
- 2005年：朴相敏《向日葵》（與金奎吏）
- 2011年：J-Cera《你真的不會知道》

## 外部連結
- 官方網站
- NAVER （页面存档备份，存于）